# نخبة قتلة (فلم)
نخبة قتلة  (بالإنجليزية: Killer Elite) هو فيلم حركة تم إنتاجه في أستراليا والمملكة المتحدة وصدر في سنة 2011. تدور احداثه في ثمانينات القرن الماضي حول نخبة من القتلة ينفذون مهمات اغتيال لشخصيات يتم إستأجارهم من قبل شيخ ظفاري يدعى امير بن عيسى قتلت القوات البريطانية الخاصة 3 من اولاده، الفيلم من بطولة كلايف أوين وجيسون ستاثام وروبرت دي نيرو ودومينيك بورسيل وإيفون ستراهوفسكي.

## القصة
الفيلم يتحدث عن مجموعة من القتلة المأجورين ينفذون مهام اغتيال لشخصيات في بداية الفيلم تعرض لقطات لعملية اغتيال في المكسيك بعد الانتهاء من المهمة يقرر داني اعتزال عمله، بعدها بعام يتم إخبار داني بأن صديقه هانتر محتجز عند شيخ عماني قتلت القوات البريطاني 3 من اولاده اذ ان وقامت قبيلته بنفيه من الصحراء بسبب ان «قانون الصحراء» يوجب على أهل المقتول باخذ الثار وقتل القاتل لكن الشيخ رفض الانتقام بسبب خوفه على ولده الاخير الذي يريد منه العودة إلى موطنهم حيث قبيلته، سبب احتاجز هانتر هو فشله بالمهمة ومحاولة هروبه فيسافر داني إلى عمان للقاء الشيخ وتنفيذ المهمة مقابل اطلاق سراح داني بعد الانتهاء منها، يذهب داني وفريقه لتنفيذ مهمات الاغتيال لكنهم يواجهون سبايك أحد أعضاء القوات البريطانية الخاصة الذي يشك بأمرهم ويقوم بملاحقتهم لمنعهم من اتمام عمليات الاغتيال وخلال مطاردتهم تصدم شاحنة أحد أعضاء فريق داني لكن كل ماحدث لم يمنع داني من اتمام مهامه وفي النهاية يقتل سبايك الشيخ العماني ويحصل على الاموال لكن داني يرفض قتل سبايك بسبب انه قرر ان لا يقتل الابرياء لينتهي الفيلم بعودة داني إلى عشيقته آن .

## الشخصيات

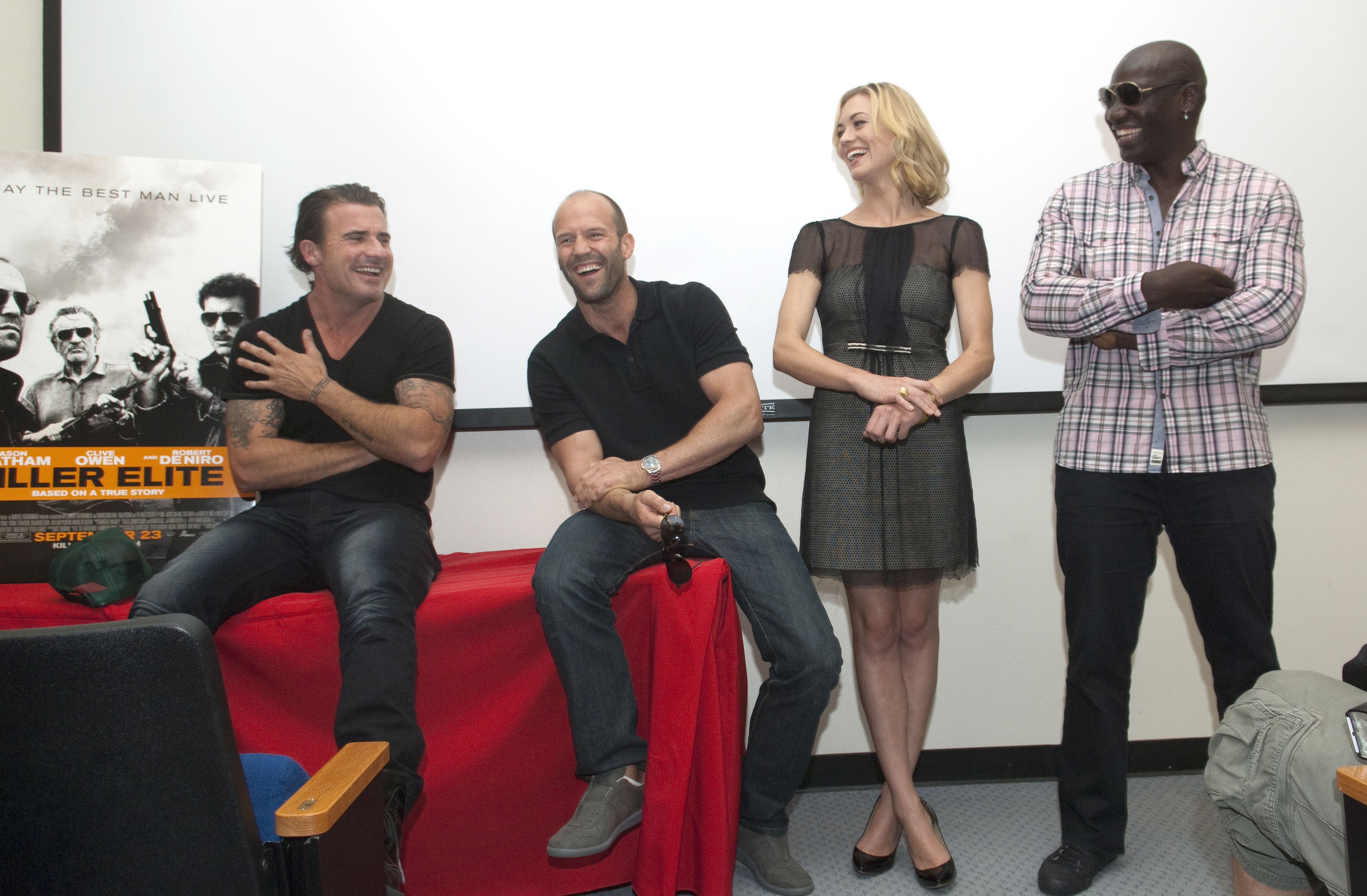
From left: دومينيك بورسيل، جيسون ستاثام، إيفون ستراهوفسكي and أديوالي أقباجي.

- جيسون ستاثام بدور مرتزق داني برايس
- كلايف أوين بدور السابقين - SAS الضابط سبايك لوغان
- إيفون ستراهوفسكي بدور آن فريزر
- روبرت دي نيرو بدور هانتر
- لاتشي هولم بدور هاريس
- دومينيك بورسيل بدور ديفيد
- إيدين يونج بدور ماير
- أديوالي أقباجي بدور العميل
- بن مندلسون بدور مارتين
- جرانت باولر بدور الكابتن وارويك كريج
- Matthew Nable بدور بينك
- مايكل دورمان بدور جاك
- جيمي ماكدويل في دور ديان
- Chris Anderson بدور فين
- George Murphy بدور ADR Voice
- Gillie McKenzie بدور Shooter and stunt double
- فراس ديراني بدور Bakhait
- Rodney Afif بدور Sheikh Amr
- Andrew Stehlin بدور Dutchy
- Daniel Roberts بدور McCann

## الميزانية والإيرادات
بلغت تكلفة إنتاج الفيلم حوالي 35 مليون دولار بينما حقق أرباحا تقدر بـ 56,383,756 دولار.

## وصلات خارجية
- مقالات تستعمل روابط فنية بلا صلة مع ويكي بيانات